# Análise de requisitos
Análise de Requisitos é a área de conhecimento que descreve as tarefas e técnicas utilizadas por um analista de negócios para analisar requisitos declarados, no intuito de definir as capacidades requeridas de uma solução potencial para atender ás necessidades das partes interessadas .
Cada funcionalidade demandada pelo cliente deve ser analisada para verificar os possíveis impactos no desenvolvimento das demais funcionalidades do sistema, e verificado em conjunto com a equipe de desenvolvimento se as necessidades tecnológicas para a sua implementação estão disponíveis.
A análise de requisitos é fundamental para o sucesso de um projeto de software, pois é a partir dela que se define o escopo do projeto e se garante que o sistema final corresponda às expectativas dos usuários. Se a análise de requisitos não for realizada corretamente, é possível que o projeto não seja concluído dentro do prazo, orçamento e nível de qualidade desejados, o que pode resultar em insatisfação das partes interessadas e perda de tempo e recursos.
Além disso, a análise de requisitos é uma atividade iterativa que deve ser realizada ao longo de todo o ciclo de vida do projeto. Isso garante que as necessidades e expectativas das partes interessadas sejam continuamente atendidas, e que o sistema em desenvolvimento se mantenha alinhado aos objetivos do projeto. É importante que o analista de negócios mantenha uma comunicação constante com as partes interessadas para garantir que as suas necessidades estejam sendo adequadamente consideradas.